# 因德日赫赫拉德茨县

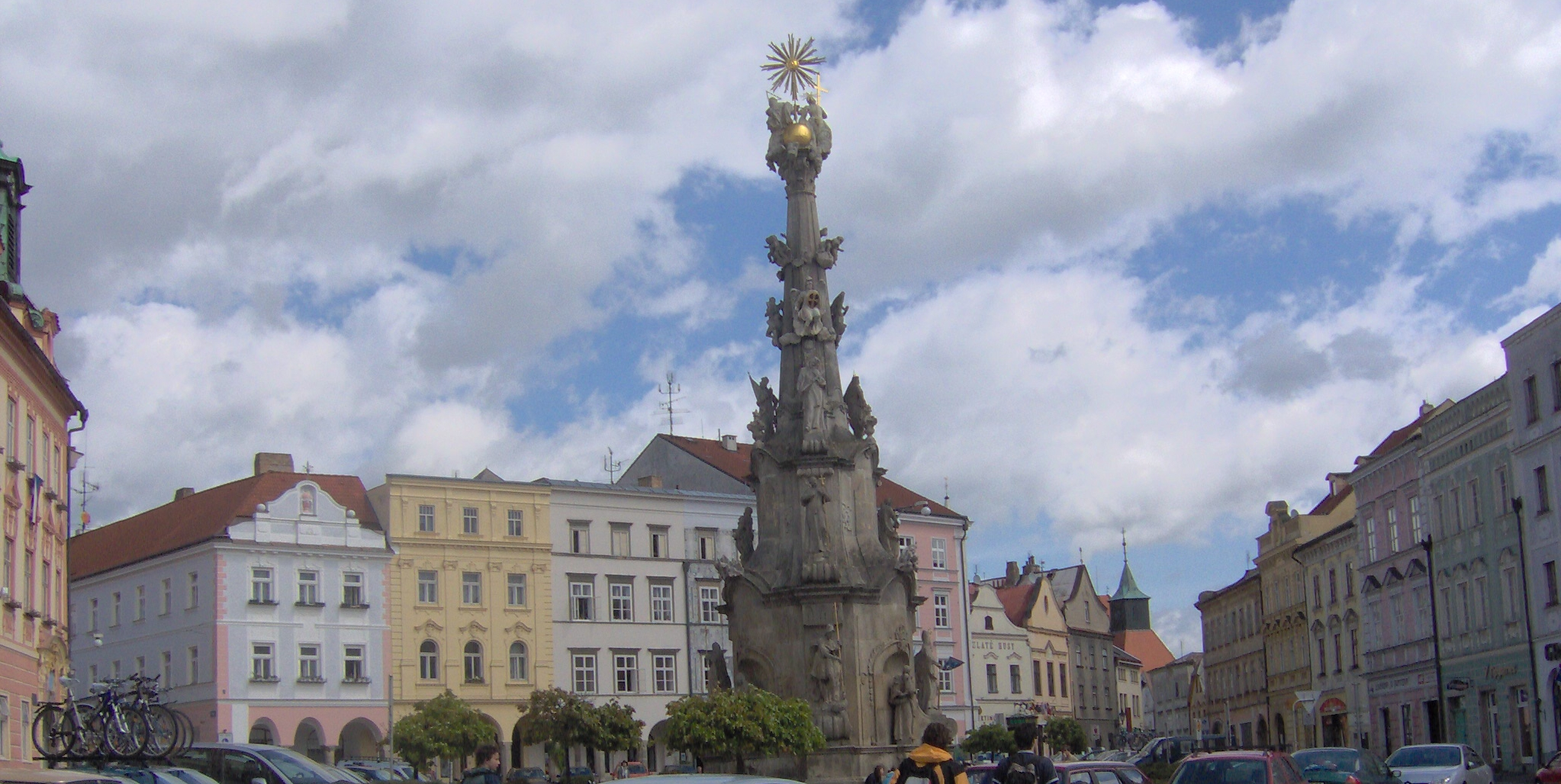

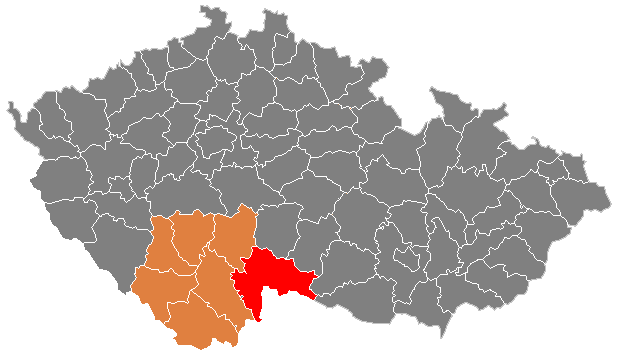

49°09′05″N 15°00′39″E / 49.15139°N 15.01083°E
因德日赫城堡縣（捷克語：Okres Jindřichův Hradec），是捷克的縣份，位於該國南部，由南波希米亞州負責管轄，首府設於因德日赫城堡，面積1,944平方公里，2007年人口92,752，人口密度每平方公里48人。